# Saint-Marcellin vu par Gérard Courant

Saint-Marcellin vu par Gérard Courant est un documentaire français autobiographique réalisé par Gérard Courant, sorti en 2008. 
Commencé en 1983 et terminé en 2008, le film fait partie des Carnets filmés que le cinéaste tourne depuis les années 1970.

## Synopsis
Le cinéaste Gérard Courant a vécu à Saint-Marcellin, dans l'Isère, du 1er décembre 1952 au 16 novembre 1960, de l'âge de 1 à 9 ans.
En 2008, il a réuni toutes les séquences et tous les films qu'il a tourné dans cette ville pour en faire un documentaire autobiographique.
Saint-Marcellin vu par Gérard Courant est un montage d'extraits des films que le cinéaste a consacré à la ville de son enfance et qui furent filmés entre 1983 et 2008. Ces extraits proviennent de plusieurs longs-métrages (Les Aventures d'Eddie Turley, Chambéry-Les Arcs), courts-métrages (L'impossible retour), des Carnets filmés et des séries cinématographiques (De ma chambre d'hôtel, Gare,  Cinéma) tournés par le cinéaste.

## Fiche technique
- Titre : Saint-Marcellin vu par Gérard Courant.
- Réalisation : Gérard Courant.
- Concept : Gérard Courant.
- Image : Gérard Courant.
- Son : Gérard Courant.
- Musique : Élisa Point.
- Photographe de plateau : Barbara Peon Solis.
- Interprétation : les habitants de Saint-Marcellin (France).
- Effets spéciaux : Les Archives de l'Art Cinématonique.
- Production : Les Amis de Cinématon, Les Archives de l'Art Cinématonique, La Fondation Gérard Courant.
- Diffusion : Les Amis de Cinématon.
- Tournage : du 24 décembre 1983 au 21 septembre 2008 à Saint-Marcellin (Isère, France).
- Genre : documentaire autobiographique.
- Pays d'origine :  France.
- Cadre : 1,33 ou 4/3.
- Procédé : couleur.
- Durée : 1 heure 56 minutes.
- Dates de sortie : 2008.

## Autour du film
Saint-Marcellin vu par Gérard Courant est le quatrième des cinq longs-métrages que le cinéaste a réalisé sur la ville de son enfance. Les trois précédents ont été filmés en 2005, avec À travers l'univers et Les Chutes de Saint-Marcellin et en 2006, avec Un débat À travers l'univers. Le dernier est la suite de Saint-Marcellin vu par Gérard Courant : Saint-Marcellin vu par Gérard Courant II (2009-2017).
Le film fait partie des Carnets filmés de Gérard Courant. C'est un travail proche à la fois du journal filmé chez un cinéaste et des carnets d'esquisses chez un peintre.